# 国立圣艾蒂安高等矿业学校
法国国立圣艾蒂安高等矿业学校（法語：École Nationale Supérieure des Mines de Saint-Étienne），中国教育部认证的名称为“圣太田国立高等矿业学校”，是一所法国精英式高等教育体制中的工程师学校。学校始建于1816年，隶属于法国经济工业及就业部，是法国国立高等矿业电信学校联盟（法語：Institut Mines-Télécom，缩写IMT）的成员之一。目前学校开设2个校区，分别位于卢瓦尔省的圣艾蒂安（Saint-Étienne）和罗讷河口省的加尔达纳（Gardanne）。学校的科研实力与教学水平，在法国和国际均享有盛誉，其权威排名稳居法国一流学校行列。

## 发展历史

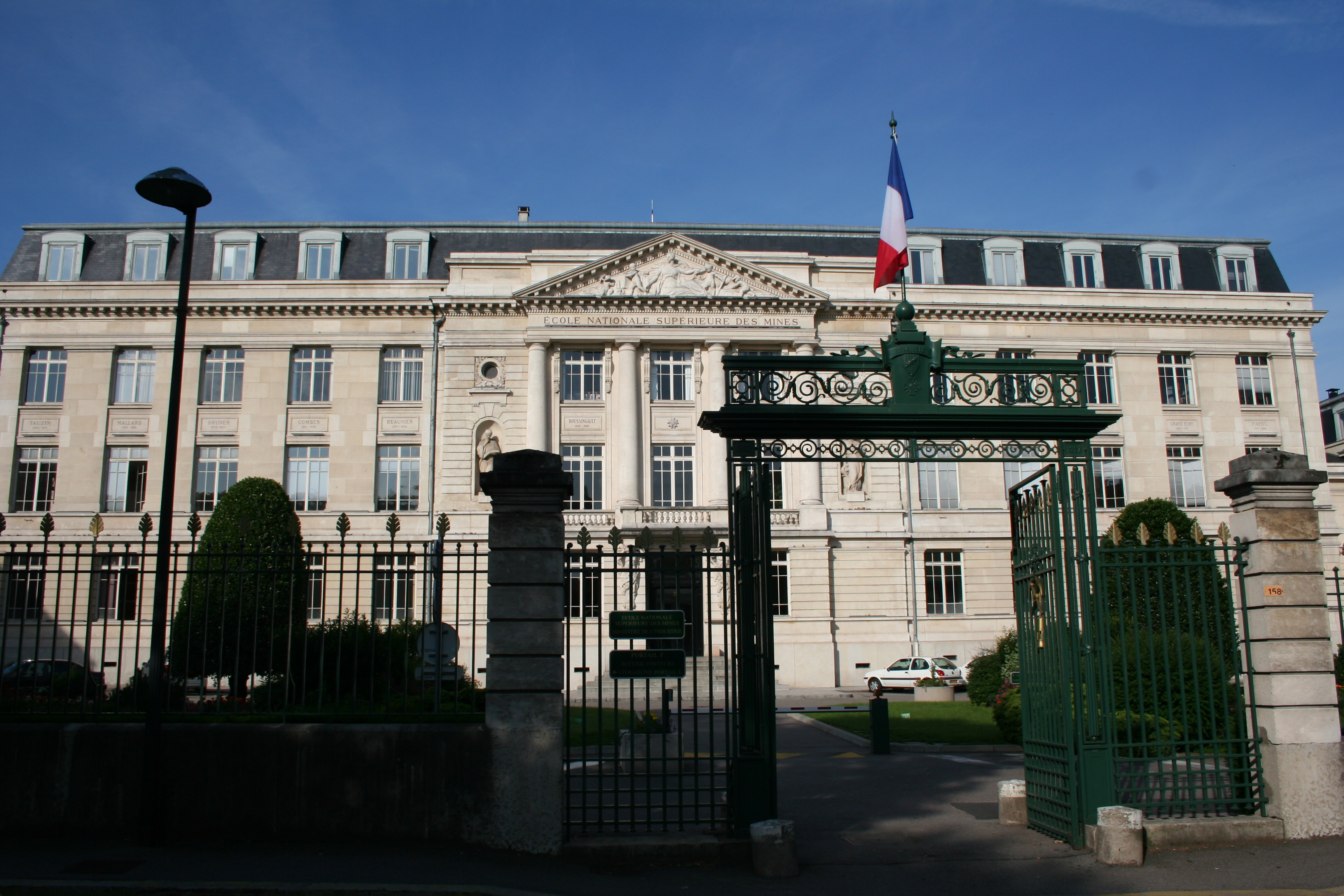
圣艾高矿正门

1815年，法兰西第一帝国结束了统治，其后的维也纳会议决定把Sarre和Savoie地区从法国分离出去，同时失去的还有当时Geislautern和Pesey地区的高等矿业学校。这时的法国极度需要负责开采煤矿的单位，因为当时社会的工业革命很大程度上依赖于煤炭业的发展。
1816年8月2日，法国国王路易十八赦令在卢瓦尔流域聚煤盆地的圣艾蒂安建立一所矿业学校。这是法国高等矿业学院集团在继巴黎国立高等矿业学校之后，建立的第二所学校。其使命是：乘工业革命发轫之机，培养“有志从事煤矿工作的年轻人”。学校第一个校训便是Operta Naturae Inveniunt Munera（发现隐藏在自然界中的宝藏）。起初，教学只是在Marengo的一个小楼房里开展，而1819年的第一届毕业生只有十二个人。
1831年3月7日，新赦令的颁布正式确立了这座矿业学校工程师学院的地位。然而，迅速的发展让Marengo的校区不能满足学校的需要。1848年，应当地基督学校修士会的建议，学校迁址于Chantegrillet。但地下煤矿的开采影响了学校建筑的稳定和安全。1927年，学校再度迁址于圣艾蒂安东南部的Fauriel校区，并一直保留至今。其后，学校开始从事科学研究工作，在发挥化学和金属学科优势的基础上，开展多样化教学，向全科教育方向发展。它不仅是法国首批开设信息技术学科的学校之一，而且是开展工业和环境工程等新兴学科的先驱。
到了20世纪60年代，面对圣艾蒂安采矿业的消失，学校对其工程师的素质作了重新定义。尽管“通用矿业工程师"（Ingénieur Civil des Mines）的称谓依然存在，但学校所发文凭与上世纪初的文凭早已不可同日而语，因为它与矿业经营不再有直接联系。
1992年，圣艾蒂安高等矿业学校正式统归国家管理，成为一所公立的工程师学校。2002年，学校实施战略转型，引进了微电子技术这一学科，并于罗讷河口省的加尔达纳（Gardenne）开设了普罗旺斯微电子中心。2004年，学校开设了工程和健康研究中心。2010年，以其著名校友命名的亨利·法约尔学院（Henri Fayol）建立，其宗旨为理论与实践相结合，并与多家企业开展密切联系。
目前，圣艾蒂安高等矿业学校拥有在校生约1720人，已成为全法最知名的工程师院校之一，并与企业建立紧密联系，发展研究和教育。

## 科研中心

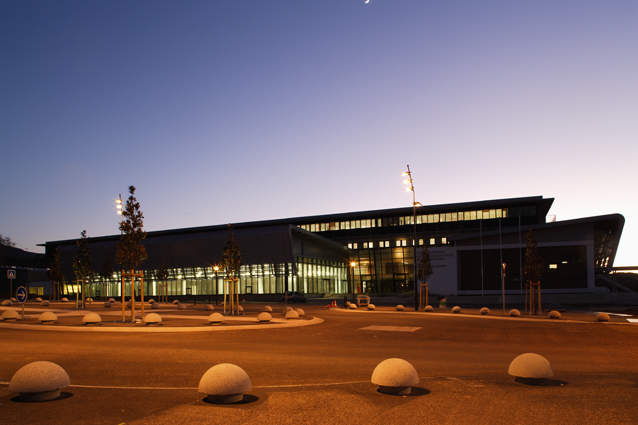
普罗旺斯微电子中心

1992年，圣艾蒂安高等矿业学校正式归属国家工业部监管，依然保持其一贯的深厚传统和创新能力。其作为三年制“通用”工程师学校，在工程师学校排名中稳居法国前十五。时至今日，学校发挥传统优势，开设专业包括微电子信息科学、数学建模及应用、智能网络、材料及力学、生物工程、工业工程及供应链、项目创新管理等。已在能源和过程，材料，工业工程，环境，微电子和健康医疗六大工程领域成绩斐然。目前，学校已经建成5个高水平的科学教育研究中心，依建立时间次序，它们分别是：
1.材料与结构科学中心 Centre Sciences des Matériaux et des structures (SMS)
2.自然与工业过程科学中心 Centre Sciences des Processus Industriels et Naturels (SPIN)
3.普罗旺斯微电子中心 Centre Microélectronique de Provence (CMP)
4.工程与医疗健康中心 Centre Ingénierie et Santé (CIS)
5.亨利·法约尔学院 Institut Henri FAYOL (FAYOL)

## 培养方案

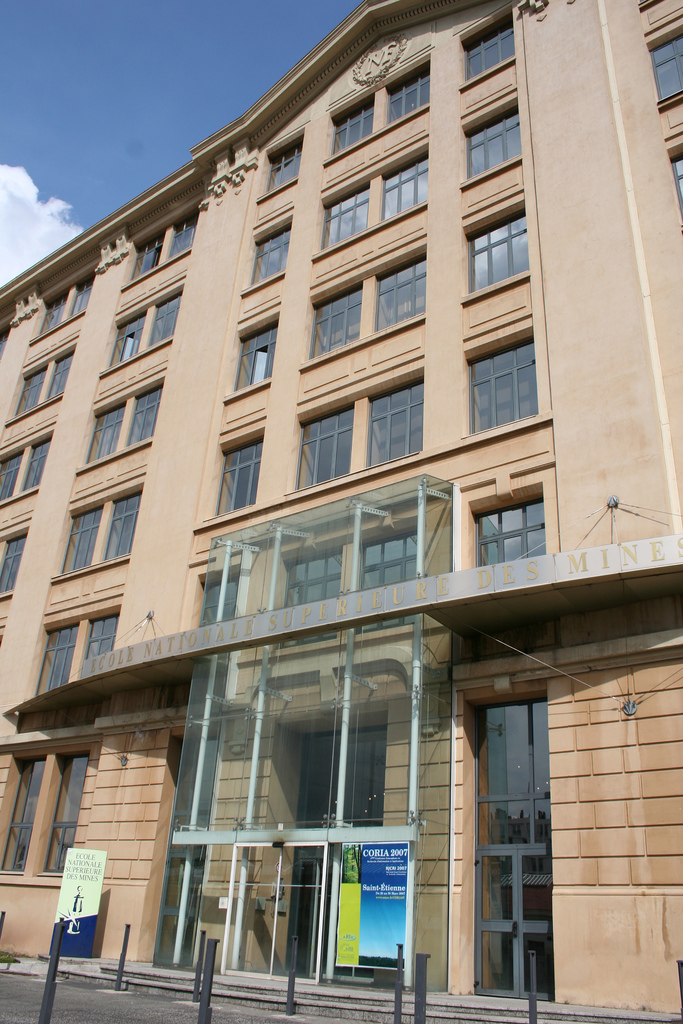
圣艾蒂安Espace Fauriel校区教学楼正门

圣艾蒂安高等矿业学校集中了涵盖工业发展所需的相关科学与技术领域的教育课程，并且着重于建设和工业界的紧密联系。学校的战略旨在培养兼备科学研究能力和社会经济知识的通才（Généraliste）工程师（即能够解决实际的复杂问题，或实施一项工业项目，以及处理所有技术性问题，如科学、社会学、经济学的问题等）。因此，学校在充分考虑工业行类多样性和企业需求变化的基础上，提出一系列几乎涵盖所有的工程门类的学生培养方案。对全日制学生来说，学校授权颁发两种文凭，即“通用矿业工程师（Ingénieur Civil des Mines）”和“微电子和信息科学工程师（Ingénieur Spécialité Microélectronique et Informatique）”。
通用矿业工程师(ICM)
建校200年来，圣艾蒂安高矿久负盛名的传统培养体系。学制三年，每年招收学生人数约为150人。学校向学生提供了高质量的教育课程，每个学生需要在十门主修课（工业和土地环境、生产管理及物流、企业管理和金融、科学数据、信息工程、生物医学工程、能源过程、材料、力学和微电子）中任选两门作为专业主修课程。课程教学全部由资深研究员、校友企业家和高等级教授承担。依托学校工业项目、企业创新和国际交流的大平台，每个学生可以按照自己的兴趣选择专业课程和未来的发展方向。在通过高强度、高标准的课程学习的企业实习之后，毕业学生将获得含金量极高的国家工程师文凭。
录取方式：1.通过矿业-路桥联考（Concours commun Mines-Ponts）录取，这是对于大多数法国大学校预科班的学生的方式。2.通过递交材料录取（Admis sur Titres），即通过一系列面试、文件审核和考试等程序被录取（多数是外国学生），双学位学生最常见的录取方式。
微电子和信息科学工程师(ISMIN)
学校为了适应二十一世纪的新挑战，转化风险为机遇，所提出的专门面向微电子、嵌入式系统和相关软件专业工程的新兴培养方案。学制三年，每年招收学生人数约为75人。它旨在培养拥有计算机和微电子知识，同时具有扎实科研和管理基础的工程师，其文凭已由法国工程师职衔委员会（CTI）认证。相关教学工作在位于加尔达纳（Gardenne）的普罗旺斯微电子校区开展。
录取方式：1.通过矿业-电信联考（Concours Mines-Télécom）录取。2.通过递交材料录取（Admis sur Titres）。

## 国际合作
依靠其研究团队的强大实力和为数众多的高等级实验室（其中多个实验室是与法国国家科研中心CNRS、国家保健和医学研究院INSERM、法国原子能署CEA等联合建立），学校在国际上享有盛誉，并与世界上40多个国家的高级院校签署了100多项合作章程，其中涵盖22个双学位协议。同时，学校注重与多个国家的世界一流大学保持交流合作、人员往来，如美国麻省理工学院、英国伦敦帝国学院、加拿大麦吉尔大学、日本东北大学、韩国国立首尔大学、中国上海交通大学、复旦大学、香港科技大学，及臺灣国立台湾大学等。

## 著名校友

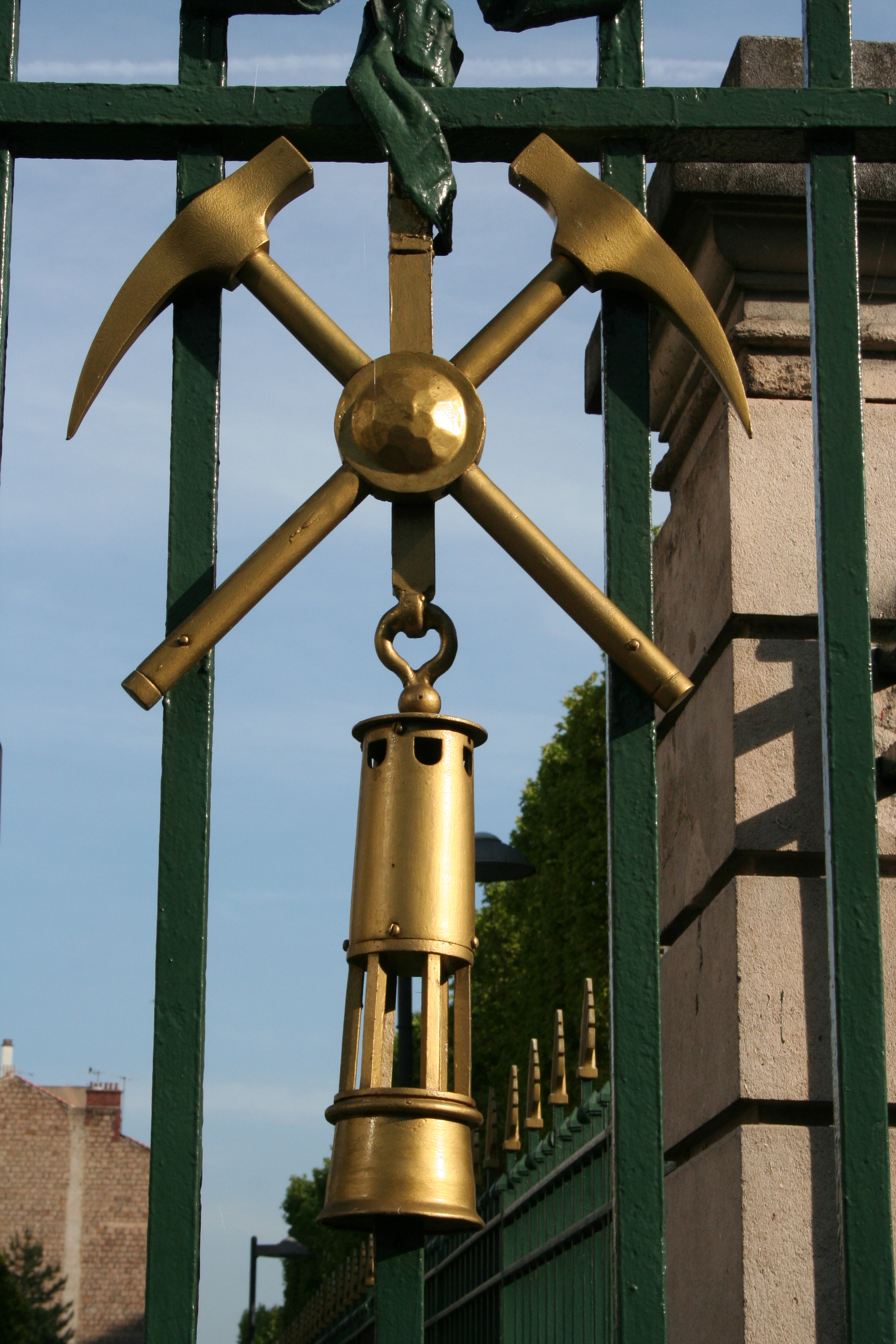
马索安全汽油灯

- Benoît Fourneyron（法语：Benoît Fourneyron） (首届) : 水轮机发明者（Fourneyron反击式水轮机）[11]。
- Jean-Baptiste Boussingault (1818级) : 法国化学农业之父。
- Xavier Hommaire de Hell（法语：Xavier Hommaire de Hell） (1831级) : 民用工程师，地理及地质学家，法国科学院院士。
- Jean-Baptiste Marsaut (1850级) : 安全矿灯（亦称为马索安全汽油灯）发明者。
- Benoît Rouquayrol (1850级) ：现代开放式水肺发明者之一。
- 亨利·法约尔 (1860级) : 古典管理理论的主要代表人之一，管理过程学派的创始人。
- Pierre Chevenard (1907级) ：特种钢和金属研究专家，法国科学院院士。
- Christian Brodhag (1971级) ：前法国总理府可持续发展部际委员会主任（2004-2008）。
- 穆罕默杜·伊素福 (1976级) :  政治人物，尼日尔总统（2011-2021）。

## 外部連結
- 官方网站（英文）（法文）
- 法国国立高等矿业电信学校联盟官方网站（页面存档备份，存于）（法文）（英文）（西班牙文）